# Golda Meirová
Golda Meirová (hebrejsky:  גּוֹלְדָּה מֵאִיר‎, rodným jménem Golda Mabovyčová, ukrajinsky Ґолда Мабович; 3. května 1898 – 8. prosince 1978; v letech 1969 až 1974 známá též jako Golda Meyersonová) byla ministerskou předsedkyní Státu Izrael. Historicky byla první a dodnes jedinou ženou v tomto úřadě, zároveň v pořadí pátou osobou v této funkci a rovněž tak v pořadí třetí ženou na světě vůbec, která úřad ministerského předsedy zastávala.
Již od mládí byla horlivou sionistkou, angažovanou v sionistickém hnutí. Ve 23 letech tato Američanka původem z carského Ruska imigrovala s manželem do mandátní Palestiny, kde se postupně propracovala od práce v kibucu až do nejvyššího vedení jišuvu. Po vzniku Izraele působila na krátkou dobu jako izraelská vyslankyně v Sovětském svazu a následně jako ministryně práce. Jako taková podporovala neomezenou židovskou imigraci a velké projekty na výstavbu technické a bytové infrastruktury. Během 50. a 60. stála po deset let v čele izraelské diplomacie jako ministryně zahraničních věcí. Z tohoto vládního postu se jí podařilo dojednat historicky první nákup amerických zbraní a rovněž tak rozvíjela četné vztahy s africkými a asijskými státy.
Izraelskou ministerskou předsedkyní byla zvolena 17. března 1969 a v čele stála pět let. Za její vlády vedl Izrael vleklou opotřebovací válku a byl svědkem růstu teroristických útoků. V září 1972 skupina teroristů zavraždila izraelské sportovce na mnichovských olympijských hrách a Golda Meirová následně nařídila zpravodajským službám v rámci odvety vypátrat a zabít všechny osoby spojené s tímto masakrem. Mezi nejzásadnější okamžiky její vlády však patří jomkipurská válka v roce 1973, při které byl Izrael zasažen nepřipraven. S těžkými ztrátami nakonec válku vyhrál, avšak rostoucí veřejná nespokojenost nakonec Goldu Meirovou donutila 11. dubna 1974 rezignovat. Někdy bývá označována za „železnou lady“ izraelské politiky a někdejší premiér David Ben Gurion ji jednou označil za „jediného muže v kabinetu.“ Zemřela 8. prosince 1978 v Jeruzalémě na následky rakoviny.

## Mládí

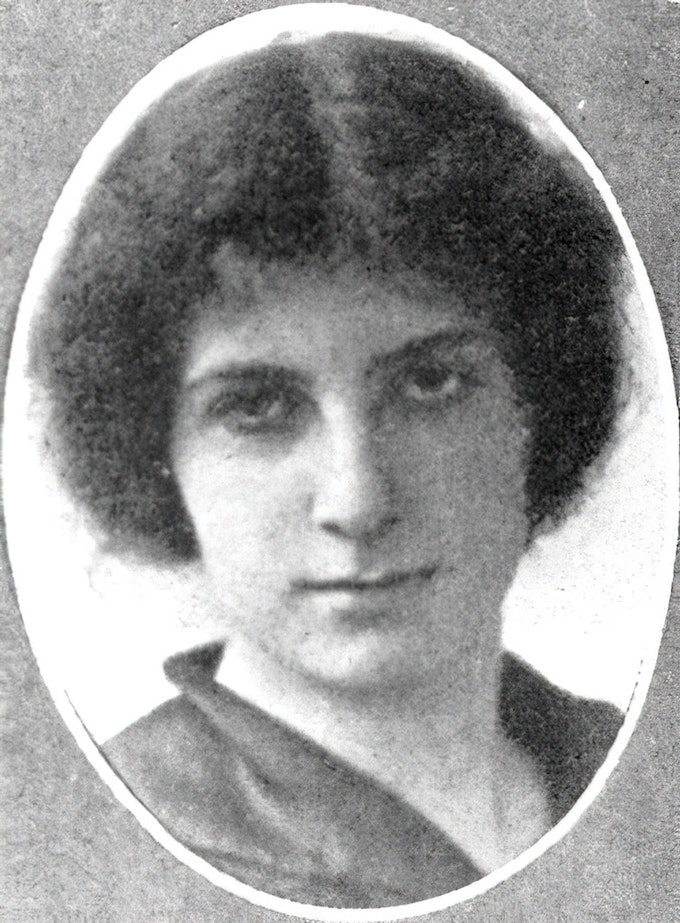
Golda Mabovyčová v roce 1914 v Milwaukee

Narodila se jako Golda Mabovyčová v židovské čtvrti Kyjeva v carském Rusku (dnešní Ukrajina) manželům Blume Neidičové a Moše Mabovyčovi, jenž byl tesařem. Ve své autobiografii uvedla, že mezi její nejstarší vzpomínky patří událost, kdy její otec zatloukl vchodové dveře v reakci na zvěsti o hrozícím pogromu (tato událost ji ovlivnila natolik, že se později stala sionistkou). Měla sedm sourozenců, z nichž pět zemřelo ještě v dětství. Zůstaly jí dvě sestry, Šejna a Cipke. V roce 1903 jejich otec odjel hledat práci do New Yorku ve Spojených státech. Během jeho nepřítomnosti se rodina přestěhovala do Pinsku ke Goldině babičce.
V roce 1905 se Goldin otec přestěhoval do Milwaukee ve Wisconsinu, kde hledal dobře placenou práci. Tu se mu nakonec podařilo nalézt v dílnách místní železniční vozovny. Následující rok již měl naspořeno dost peněz na to, aby do Spojených států přivedl celou svou rodinu. Goldina matka Blume si v severní části Milwaukee otevřela obchod s potravinami a malá Golda v něm měla již od svých osmi let na starosti jeho hlídání, když šla matka na trh nakoupit zásoby. V letech 1906 až 1912 chodila Golda do Fourth Street Garde School (dnes Škola Goldy Meirové).
Ve čtrnácti letech začala studovat na střední škole North Division High School a zároveň pracovala na poloviční úvazek. Matka Blume však byla toho názoru, že její dcera má již dostatečné vzdělání, a proto chtěla, aby školu opustila a vdala se za staršího muže. S tím však Golda nesouhlasila a poté, co ji matka začala hledat manžela, utekla v roce 1913 z domova. Koupila si lístek do Denveru v Coloradu a odjela žít ke své vdané sestře Šejně Korngoldové. Korngoldovi ve svém domě pořádali intelektuální večírky, kde se Golda Mabovyčová dostala k debatám o sionismu, literatuře, ženských právech, odborových svazech atp. Ve své autobiografii napsala: „Vzhledem k tomu, že se tehdy rodilo a získávalo podobu moje budoucí přesvědčení (…) tyto večerní debaty v Denveru na ně měly významný vliv.“ Na jednom z těchto sezení se seznámila s Morrisem Meyersonem, písmomalířem, litevským židovským imigrantem a svým budoucím manželem. V Denveru, kde žila necelý rok, studovala na střední škole North Denver High School a zároveň i pracovala. Do Milwaukee se vrátila poté, co jí přišel dopis od otce, v němž stálo, že ji doma zoufale potřebují; na její návrat však měly vliv i rozpory se sestrou.
V Milwaukee chodila v roce 1916 a pravděpodobně i část roku 1917 na Milwaukee State Normal School (dnešní University of Wisconsin-Milwaukee), kde studovala učitelství. V roce 1917 získala místo v jidiš škole Folks Schule, kde se dostala blíže do kontaktu s ideály dělnického sionismu.

## Sionistický aktivismus

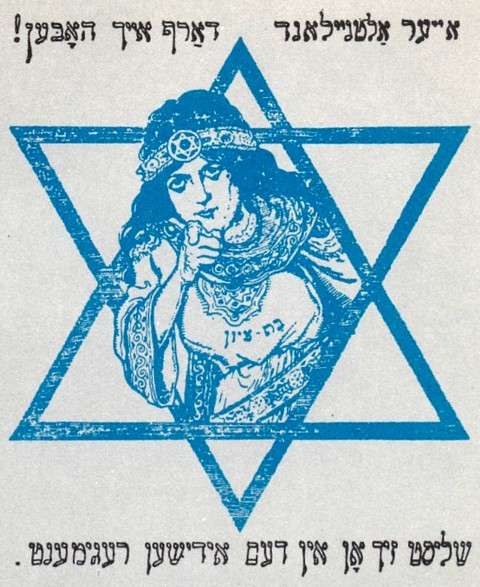
Náborový plakát Židovské legie, kam chtěla mladá Golda Mabovyčová vstoupit.

Po návratu do Milwaukee se stala aktivní členkou mládežnické části Poalej Cijon („Dělníci Sijónu“), do něhož vstoupila v roce 1915. Mládežnická část tohoto hnutí se později stala mládežnickým hnutím dělnického sionismu ha-Bonim. Golda Mabovičová tehdy vystupovala na veřejných setkáních, podporovala dělnický sionismus a hostila návštěvníky z Palestiny. Dokonce pořádala protestní pochody, když byli na Ukrajině a v Polsku napadáni Židé. Golda reagovala i na náborovou kampaň do Židovské legie, kterou po Spojených státech propagovali David Ben Gurion a Jicchak Ben Cvi. Své setkání s nimi popisuje slovy:
| „                                                               | Skutečně hovořili o Židovské legii s takovým zaujetím, že jsem se okamžitě pokusila do ní přihlásit jako dobrovolnice – a byla jsem zdrcena, když jsem zjistila, že děvčata přijímána nebudou. | “ |
| — Golda Meirová ve vzpomínce na náborovou kampaň Židovské legie | |   |

S partnerem Morrisem si naplánovali datum svatby, ale původně civilní obřad narazil na odpor Goldiny matky, která rezolutně požadovala náboženský obřad. Svatba se nakonec konala 24. prosince 1917. Ke sňatku si Golda stanovila podmínku, že se manželé společně usadí v Palestině. Golda Mabovičová měla v plánu podniknout aliju ihned po svatbě, ale její plány narušilo zrušení všech transatlantických spojů v důsledku první světové války. Díky tomu věnovala veškerou svou energii aktivitám Poalej Cijon. Krátce po svatbě se pustila do veřejné sbírky pro toto hnutí, během níž cestovala po celých Spojených státech. Když zjistila, že je těhotná, rozhodla se podstoupit interrupci, neboť jak sama napsala „závazky k sionismu jí prostě nenechávaly prostor pro dítě.“ Do Palestiny, nyní již pod britskou správou, se společně s manželem a sestrou Šejnou přestěhovali v roce 1921.

## Alija do Palestiny

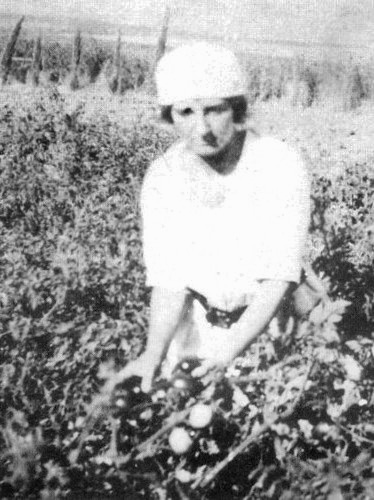
Golda Meyersonová pracuje na poli kibucu Merchavja

Po příjezdu do mandátní Palestiny manželé odešli žít do kibucu. Vybrali si Merchavji v Jizre'elském údolí, avšak jejich žádost rada kibucu zamítla (jednak kvůli americkému původu, jednak proto, že nechtěli přijímat manželské páry). Meyersonovi se však odbýt nenechali a napotřetí byli přijati. Mezi Goldiny povinnosti v kibucu patřil sběr mandlí, výsadba stromů, práce v drůbežárně a v kuchyni. Poté, co si v kibucu uvědomili její vůdčí schopnosti, vybrali ji za svého zástupce v odborovém svazu Histadrut. V roce 1924 s manželem kibuc opustili, krátce žili v Tel Avivu až se nakonec usídlili v Jeruzalémě. Goldin manžel Morris získal zaměstnání v nově založené stavební a dodavatelské společnosti Solel Bone (doslova „Dlaždič a stavař“). V Jeruzalémě se jim narodily dvě děti, syn Menachem (* 1924) a dcera Sára (* 1926). Golda Meyersonová zde pracovala jako učitelka a musela si přivydělávat i v prádelně, aby měla na zaplacení jeslí. V roce 1928 byla zvolena tajemnicí Rady pracujících žen (Mo'ecet ha-Po'alot), díky čemuž musela na dva roky (1932–1934) odjet jako její vyslankyně do Spojených států. Do Spojených států s sebou vzala děti, ale manžel Morris zůstal v Jeruzalémě. I kvůli jejímu obrovskému pracovnímu zatížení se nakonec rozvedli. V roce 1951, během Goldiny zahraniční cesty, Morris zemřel na srdeční infarkt.

## Aktivity vHistadrutu
Když se Golda Meyersonová v roce 1934 vrátila ze Spojených států, nastoupila do výkonného výboru Histadrutu a posléze se stala předsedkyní jeho politického oddělení. Toto jmenování mělo významný podíl na získání důležitých zkušeností pro její budoucí roli v čelných státních funkcích.
V červenci 1938 byla jmenována židovskou pozorovatelkou z Palestiny na konferenci v Évianu, kterou svolal americký prezident Franklin D. Roosevelt k rozhovorům o otázce židovských uprchlíků před nacismem. Delegáti ze 32 zemí opakovaně vyjadřovali zármutek nad osudem evropských Židů, zároveň však uváděli, proč jejich státy nemohou s přijetím uprchlíků pomoci. Golda Meyersonová byla výsledkem konference velmi zklamána, což dala najevo i ve svém vyjádření pro tisk, když uvedla: „Existuje jen jedna věc, které se doufám dožiji předtím, než zemřu, a to, že můj lid již nikdy nebude potřebovat jakékoliv vyjadřování soucitu.“
Po druhé světové válce navštívil mandátní Palestinu Anglo-americký vyšetřovací výbor s úkolem prošetřit situaci Židů internovaných po nezdařených pokusech o ilegální imigraci do mandátní Palestiny. Golda Meyersonová byla jedním ze sionistických představitelů, kteří s výborem jednali. Jako gesto podpory pro uprchlíky navrhla, aby patnáct čelných představitelů sionistického hnutí drželo hladovku. Ve svých pamětech vzpomíná na setkání s hlavním sekretářem palestinské vlády, konkrétně uvádí:
| „                                                                                    | Poslouchal a pak se na mě obrátil a řekl: „Paní Meyersonová, myslíte si byť jen na okamžik, že vláda Jeho Veličenstva změní svou politiku, proto, že vy nebudete jíst?“ Odpověděla jsem: „Ne, takovou iluzi nechovám. Jestliže vládní politikou nepohnula smrt šesti milionů lidí, neočekávám, že to dokáže moje hladovění. Ale bude to přinejmenším známka solidarity.“ | “ |
| — Rozhovor Goldy Meyersonové a hlavního sekretáře palestinské vlády Henryho Gurneyho | |   |

## Předstátní politická role
Při britskému zásahu proti sionistickému hnutí v Palestině v červnu 1946 byla zatčena většina představitelů jišuvu. Akce s krycím jménem operace Agáta, mezi Židy však známá spíše jako Černý šabat či Černá sobota, měla za cíl odradit Haganu, Palmach, Irgun a Lechi od dalších útoků proti britským jednotkám a představitelům, jakož i odvrátit případné jednostranné vyhlášení židovského státu. Jedním z cílů byla i podpora morálky britských vojáků. Jelikož mezi uvězněnými byl i Moše Šaret, ředitel politického oddělení Židovské agentury, převzala Golda Meyersonová z funkce jeho zástupkyně řízení této organizace. Díky tomu se stala hlavní vyjednavačkou mezi Židy v Mandátu a britskou mandátní správou. Po svém propuštění odjel Šaret do Spojených států kvůli jednání nad plánem OSN na rozdělení Palestiny a nechal Goldě Meyersonové na starosti politické oddělení, a to až do založení Izraele v roce 1948.
V prosinci 1946 se Golda Meyersonová zúčastnila 22. sionistického kongresu v Basileji, kde došlo ke střetu Ben Guriona a Chajima Weizmanna. Střet byl natolik vážný, že Ben Gurion pohrozil odchodem ze sionistického hnutí. Vše nakonec vyřešila schůze Mapaje, toho času dominantní frakce sionistického hnutí. Za svou předsedkyni si frakce zvolila Goldu Meyersonovou, která celou schůzi vedla. Mapaj nakonec schválila odmítnutí Weizmannových tezí a za prezidenta Světové sionistické organizace zvolil kongres Ben Guriona, který tak vystřídal Weizmanna.
| „                                                                     | Nemůžete rozhodnout zda budeme bojovat nebo ne. My budeme. Můžete rozhodnout jedinou věc, zdali zvítězíme, či zda zvítězí muftí (…) a já vás prosím, nerozhodněte se příliš pozdě. Nelitujte hořce za tři měsíce, protože jste se nerozhodli dnes. | “ |
| — Golda Meyersonová v projevu k dallaským Židům při její cestě po USA | |   |

V lednu 1948 dospěl pokladník Židovské agentury k přesvědčení, že se Židům nepodaří získat 7 až 8 milionů dolarů od americké židovské komunity. Golda Meyersonová se proto vydala do Spojených států, kde se jí podařilo vybrat na 50 milionů dolarů. Tyto prostředky byly později v Evropě použity k nákupu zbraní pro vznikající stát. Ben Gurion jednou napsal, že role Meyersonové, coby „židovské ženy, která sehnala peníze, jenž umožnily vznik státu,“ jednoho dne vejde do učebnic historie.
Dne 10. května 1948, pouhé čtyři dny před založením státu, se Golda Meyersonová tajně v převleku za arabskou ženu vypravila do zajordánského Ammánu, kde se setkala s tamním králem Abdalláhem. Toho se snažila přesvědčit, aby se nepřidával k ostatním arabským zemím při útoku na Židy. Golda Meyersonová na setkání vzpomínala se slovy: „Zeptal se mě: ‚Proč tolik spěcháte s vyhlášením svého státu? Nač ten shon? Jste tak netrpěliví!‘ Řekla jsem mu, že národu, který čekal už 2000 let, se nedá vyčítat, že spěchá, a zdálo se, že to přijal.“ Tajné vyjednávání však nakonec úspěšné nebylo.

## Ministerská kariéra

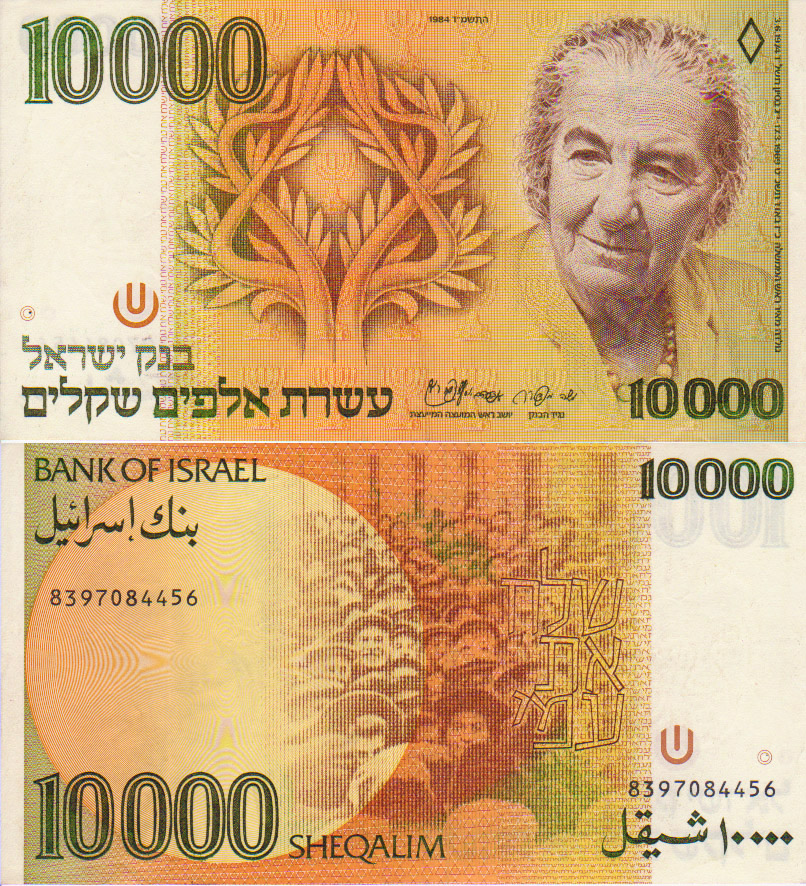
Izraelská bankovka na jejíž reversní straně je znázorněn několikatisícový dav, který v Moskvě vítal Goldu Meyersonovou.

Golda Meyersonová se stala jednou ze dvou signatářek izraelské deklarace nezávislosti (druhou byla Rachel Kohen-Kagan a celkem deklaraci podepsalo 25 osob), jež byla podepsána 14. května 1948. Později na tuto událost vzpomínala se slovy: „Poté, co jsem se podepsala, jsem začala brečet. Když jsem jako školačka studovala americké dějiny, četla jsem o těch, kteří podepsali americkou deklaraci nezávislosti a nedovedla jsem si představit, že to byli skuteční lidé, kteří udělali něco skutečného. A teď jsem tam seděla já a podepisovala deklaraci nezávislosti.“ Následující den byl Izrael napaden spojenými armádami Egypta, Sýrie, Libanonu, Zajordánska a Iráku, čímž začala izraelská válka za nezávislost.

### Vyslankyně vMoskvě

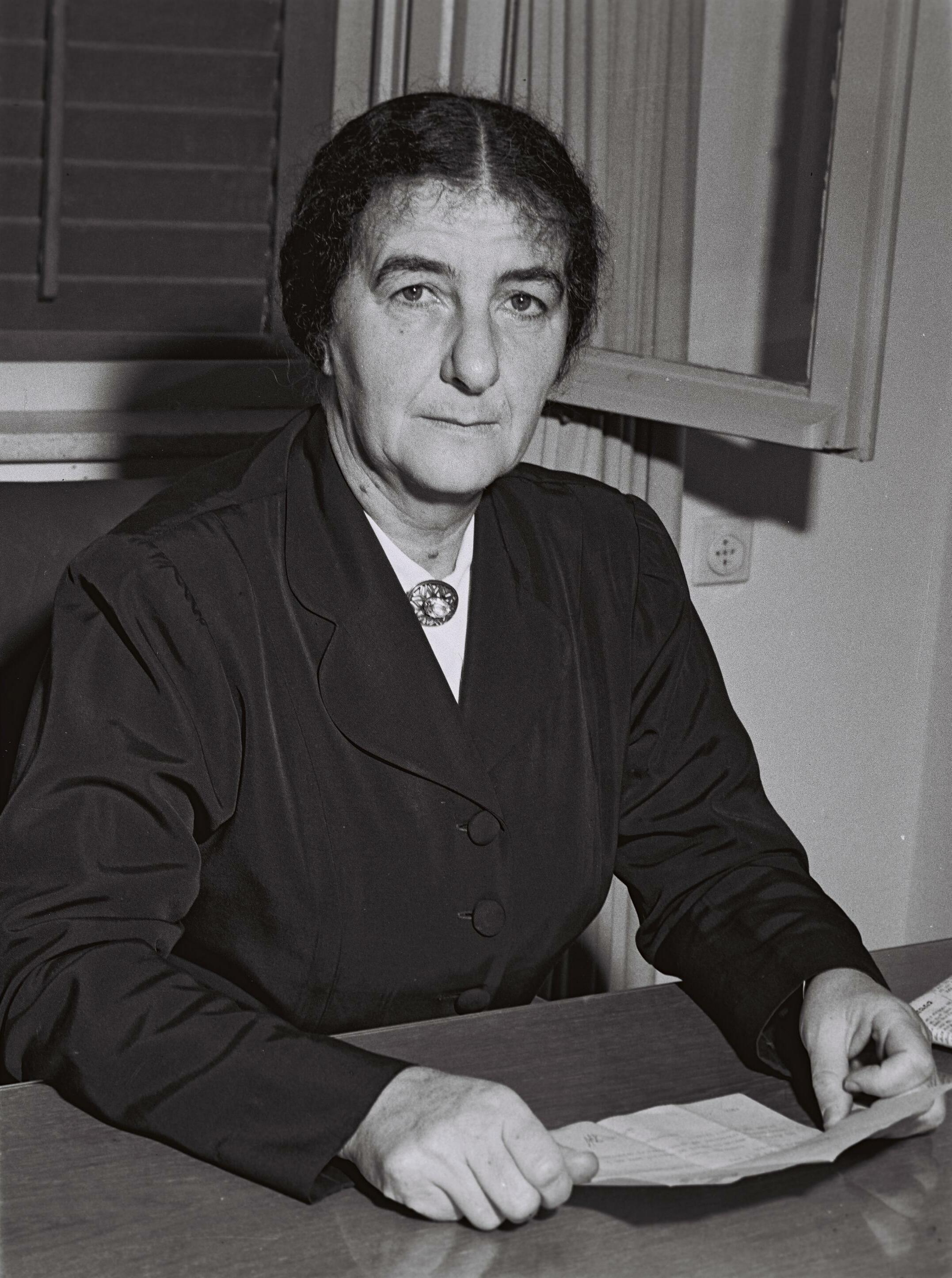
Golda Meyersonová v úřadu ministryně práce, 1949

Vybavena vůbec prvním izraelským diplomatickým pasem, přijela Golda Meyersonová 2. září 1948 do Moskvy v Sovětském svazu a stala se tak historicky prvním izraelským vyslancem v této zemi. Během svého krátkého sedmiměsíčního působení ve funkci se snažila setkávat s místními Židy. Zavedla také tradici pátečních večerů, tzv. „dnů otevřených dveří,“ během nichž k ní do kanceláře a bytu v hotelu Metropol přicházeli například novináři či Židé z velvyslanectví. Jak si ale sama postěžovala „nikdy žádní Rusové a vůbec nikdy žádní ruští Židé.“ Na veřejnosti však byla sovětským židovstvem ve velkém vítána, což překvapilo i sovětskou vládu.
Během svého působení v Sovětském svazu navštívila při vysokých svátcích moskevskou synagogu. V den Židovského nového roku (Roš ha-šana) ji k synagoze přišlo přivítat více než 50 tisíc ruských Židů, kteří skandovali její jméno, neustále opakovali „Naša Golda“ či „Goldele, Goldele“. Sama Golda Meyersonová si z této události nejvíce zapamatovala malého muže, který ji v jidiš řekl: „Goldele, leben zolst du. Šana Tova‎!“ (v překladu „Goldičko, přeji ti dlouhý život a šťastný nový rok“). Tento výjev obrovského davu, který přišel před synagogu Goldu Meyersonovou přivítat, je znázorněn na reversní straně izraelské bankovky o hodnotě 10 000 šekelů, která byla vydána v listopadu 1984.

### Ministryně práce

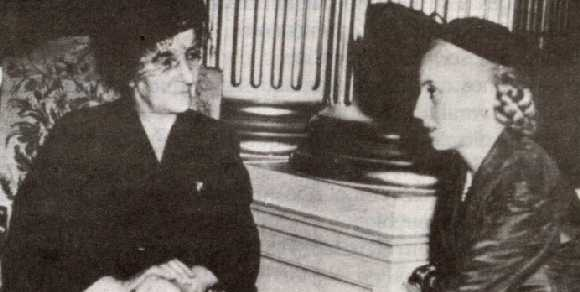
Golda Meyersonová (vlevo) a Eva Perónová, známá jako Evita, v Argentině roku 1951

V prvních izraelských parlamentních volbách v roce 1949 byla Golda Meyersonová zvolena poslankyní Knesetu za stranu Mapaj a tuto funkci nepřetržitě zastávala až do roku 1974. V letech 1949 až 1956 zastávala post ministryně práce a z této funkce zahájila práce na velkých projektech výstavby silnic a bytů. Mimo to rovněž podporovala politiku neomezené imigrace. V roce 1955 kandidovala na Ben Gurionovu žádost na pozici starostky Tel Avivu. Ve volbách však nakonec prohrála poté, co ji náboženský blok odvolal svou podporů kvůli tomu, že byla žena. Ve funkci ministryně práce měla ještě jiný úkol, který ji zadal premiér Ben Gurion; něco v čemž již měla zkušenosti, a to získání finančních prostředků na výstavbu ubytovacích jednotek pro vlnu přistěhovalců, kteří přicházeli v exodu z arabských zemí. Odletěla tedy do Spojených států a v projevu před americkým židovstvem řekla:
| „                                                    | Šla jsem (…) do Parlamentu a přednesla projekt na vybudování 30 000 ubytovacích jednotek do konce tohoto roku. Parlament jej schválil a v zemi nastala veliká radost. Ale ve skutečnosti jsem udělala divnou věc: navrhla jsem projekt, na který jsem neměla peníze. (…) Je to hrozná věc, zfalšovat podpis na šeku, ale já jsem to udělala. Slíbila jsem lidem doma a lidem v táborech, že vláda vybuduje 30 000 jednotek, a již jsme začali s tím málem peněz, které máme. Ale není jich dost (…) a je na vás, zda necháme tyto lidi v táborech a budeme jim posílat balíčky s jídlem, nebo je zaměstnáme a obnovíme jejich důstojnost a sebeúctu. | “ |
| — Golda Meyersonová v projevu k americkému židovstvu | |   |

V souvislosti s přílivem židovských uprchlíků Golda Meyersonová poznamenala, že bylo chybou, že Izrael mediálně nepoukázal na rozdíl v zacházení s uprchlíky. V Izraeli se s nimi „zacházelo jako s lidskými bytostmi a stát vyvinul veškerou snahu poskytnout jim slušné bydlení a práci.“ Naopak v arabských zemích byli arabští uprchlíci drženi v uprchlických táborech a „byla jim poskytnuta jen minimální nebo vůbec žádná pomoc k tomu, aby se integrovali do společnosti.“

### Ministryně zahraničních věcí

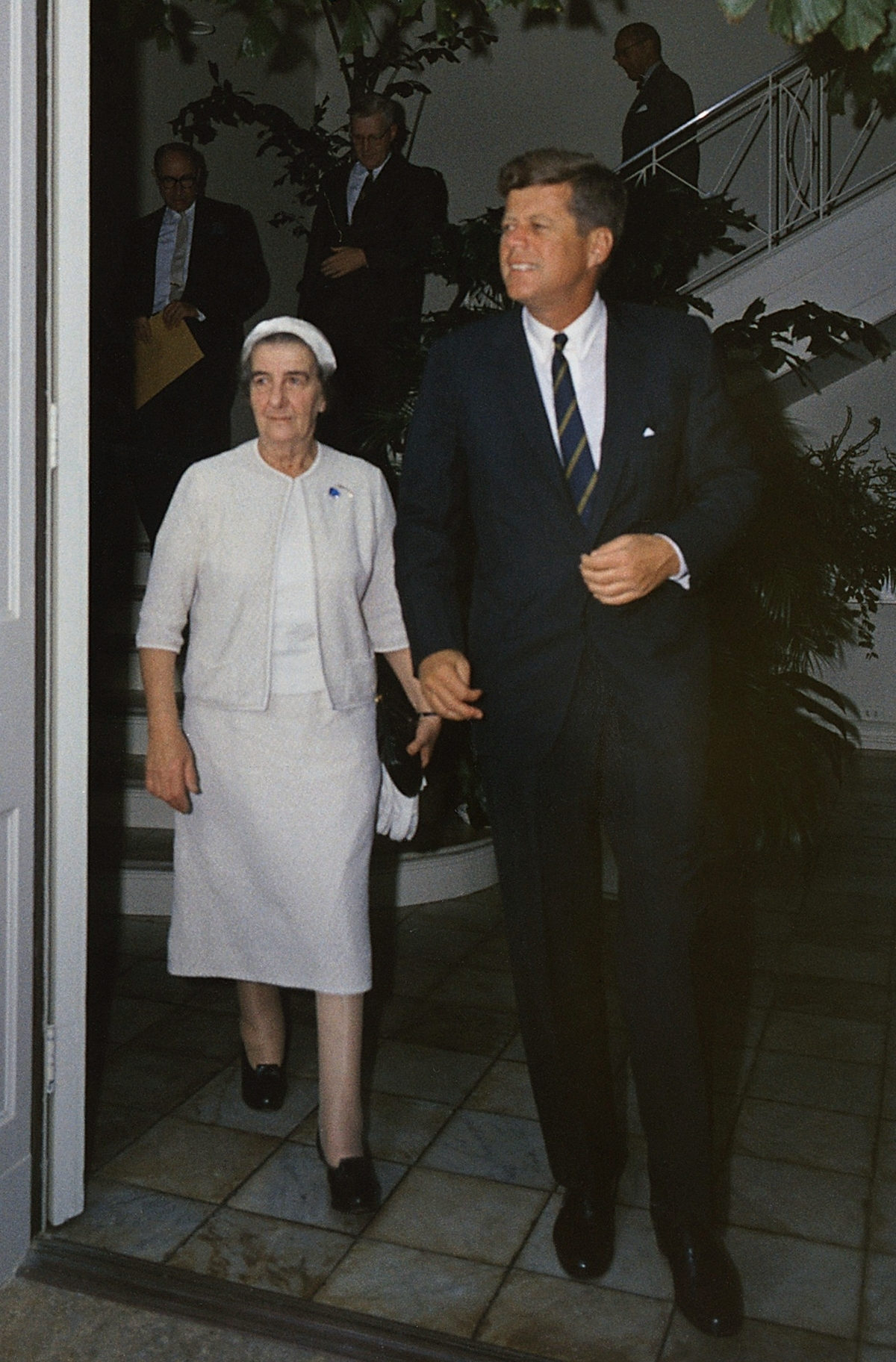
Golda Meirová při návštěvě Spojených států a John Fitzgerald Kennedy v prosinci 1962

V roce 1956 byla Golda Meyersonová jmenována ministryní zahraničních věcí ve vládě Davida Ben Guriona. Její předchůdce Moše Šaret vyzval všechny členy zahraničních služeb, aby si hebraizovali svá jména. Po svém jmenování ministryní si proto Golda zkrátila své příjmení z „Meyersonová“ na „Meirová“, což doslova znamená „ozářit“. Ze své nové funkce iniciovala pokusy o navázání vztahů se vznikajícími nezávislými africkými státy, upevnila vztahy se Spojenými státy a zasadila se o vznik četných bilaterálních vztahů se zeměmi Latinské Ameriky. Kromě afrických států, na které se v té době kladl důraz, bylo za jejího funkčního období rovněž usilováno o přátelské vztahy i s asijskými státy. Golda Meirová věřila, že by Izrael mohl být, díky svým zkušenostem s budováním státu, pro Afričany modelovým příkladem. Ve své autobiografii napsala: „Stejně jako oni, i my jsme se zbavili cizí vlády; jako oni, i my se museli sami naučit, jak kultivovat půdu, jak zvýšit výnosy našich plodin, jak zavlažovat, jak zvýšit počty drůbeže, jako žít pospolu a jak se sami bránit.“ Izrael podle ní mohl být vzorový model, protože „byl nucen hledat řešení některých problémů, se kterými se velké, bohaté a mocné státy nikdy nesetkaly.“
V září roku 1956, dva měsíce poté, co egyptský prezident Gamál Násir znárodnil Suezský průplav, vedla Golda Meirová izraelskou delegaci na tajných jednáních ve Francii. Cílem těchto jednání byl možný izraelský útok proti Násirovi podporovaný Francií a nákup francouzských zbraní. Následná budoucí jednání dohodla izraelsko-britsko-francouzský útok, později známý jako Sinajská válka.
Ze své funkce ministryně zahraničí pak v prosinci 1956 odjela do Spojených států, aby v New Yorku před Valným shromážděním OSN obhajovala Izrael, Sinajskou válku a izraelskou přítomnost na Sinajském poloostrově, jenž Izrael během této války dobyl. V emotivním a rozhořčeném projevu řekla:
| „                                                                        | Izrael šel do pouště nebo osazoval kamenité stráně, aby založil nové vesnice, vybudoval silnice, domy, školy a nemocnice, zatímco arabští teroristé přicházející z Egypta a Jordánska byli posíláni, aby zabíjeli a ničili. Izraelci kopali studny, rozváděli vodu na dlouhé vzdálenosti; Egypt vysílal fedajíny, aby vyhazovali studny a vodovody do vzduchu. Židé z Jemenu přivezli nemocné, podvyživené děti a mysleli, že dvě z každých pěti zemřou; my jsme toto číslo snížili na jedno dítě z pětadvaceti. Zatímco Izrael krmil tyto děti a léčil jejich nemoci, fedajíni byli posíláni, aby házeli bomby na děti v synagogách a granáty na dětské jesle. | “ |
| — Golda Meirová v projevu před Valným shromážděním OSN, 5. prosince 1956 | |   |

V říjnu 1957 byla Golda Meirová lehce zraněna na noze poté, co do zasedací místnosti Knesetu ve Fruminově domě vhodil granát židovský atentátník. Mnohem závažnější zranění utrpěli David Ben Gurion a Moše Karmel. Útok provedl pětadvacetiletý Moše Ben Ja'akov Dueg narozený v syrském Aleppu, jehož motivy jsou připisovány sporu s Židovskou agenturou. Samotný útočník byl označen jako „duševně nevyrovnaný.“ V roce 1958 vyzdvihla Golda Meirová po smrti papeže Pia XII. jeho práci ve prospěch židovského lidu. Postoj papeže Pia XII. k nacistickému Německu v období druhé světové války však zůstává dodnes předmětem sporů.
V roce 1963 se ministryni Meirové při zahraniční cestě do Spojených států podařilo dojednat vůbec první dodávku zbraní schválenou Kennedyho administrativou. V soukromém rozhovoru s Johnem Fitzgeraldem Kennedym, ve kterém mu naléhavě vysvětlovala, proč Izrael potřebuje americké zbraně, ji JFK pověděl: „Rozumím, paní Meirová. Nedělejte si starosti. Izraeli se nic nestane.“, čímž byla otevřena nová kapitola americké zahraniční politiky ve vztahu k Izraeli.
Počátkem 60. let byl Goldě Meirové diagnostikován lymfom. V lednu 1966 odešla z ministerstva zahraničních věcí z důvodu vyčerpanosti a nemoci. Krátce nato se do veřejného života vrátila jako generální tajemnice Mapaje, která podporovala premiéra Levi Eškola ve stranických konfliktech.

## Ministerská předsedkyně

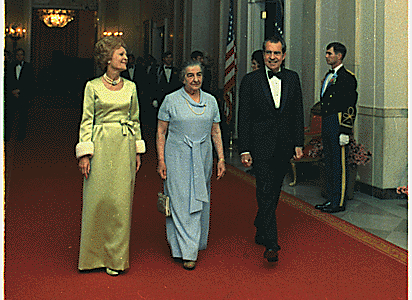
Golda Meirová (uprostřed) s Pat a Richardem Nixonovými v roce 1973

Dne 26. února 1969 zemřel premiér Eškol na srdeční příhodu a strana Ma'arach (nástupkyně Mapaje) zvolila Goldu jeho nástupkyní. Golda Meirová se tak v 70 letech vrátila z důchodu zpět do vrcholné politiky. Do premiérského úřadu nastoupila 17. března 1969 a zastávala jej až do roku 1974. Zachovala vládní koalici vytvořenou po šestidenní válce v roce 1967 a její první prohlášení v novém úřadě znělo: „Jsme připraveni diskutovat se svými sousedy o míru, každý den a o všech otázkách.“ Že nešlo o plané řeči, svědčí i její návrh z června 1969, kdy egyptskému prezidentu Násirovi nabídla jednání o kompromisní dohodě. To však bylo Egyptem odmítnuto.
V červnu 1969 poskytla rozhovor britskému listu The Sunday Times, v němž otevřeně zpochybnila historickou existenci palestinského národa. Dodala, že až do konce 60. let „nikdo, a nejméně ze všech ostatní arabské národy, neuznal existenci, či dokonce potenciální existenci, takovéhoto národa.“ Na otázku redaktorů, zdali „považuje palestinské bojovníky, takzvané fedajíny, za důležitý nový prvek Blízkého východu“ odpověděla doslova:
| „                                                                 | Důležitý? Ne. Nový prvek? Ano. Nic takového jako palestinský národ neexistovalo. Kdy existoval nezávislý palestinský národ s palestinským státem? (…) Nestalo se to, že by existoval palestinský národ v Palestině, který by se považoval za palestinský národ a my přišli, vyhnali je a zabrali jejich stát. Oni neexistovali. | “ |
| — Golda Meirová v rozhovoru pro The Sunday Times, 15. června 1969 | |   |

V roce 1969 a počátkem 70. let se Golda Meirová setkala s mnoha světovými představiteli, aby prosadila svou vizi o Blízkém východě. Mezi tyto představitele patřili například Richard Nixon (1970), Nicolae Ceaușescu (1972) či papež Pavel VI. (1973). V roce 1973 hostila v Izraeli západoněmeckého kancléře Willy Brandta.
V srpnu 1970 začala jednat o americké mírové iniciativě, známé jako Rogersův plán, která volala po ukončení opotřebovací války a v rámci celkového mírového uspořádání ke kompromisům jak na arabské, tak na izraelské straně. Přes počáteční ochotu Izrael i Egypt nakonec plán odmítli. Na protest proti zahájení jednání o Rogersovu plánu Izraelem, opustila strana Gachal vládu národní jednoty, do které byla přizvána před šestidenní válkou.
V září téhož roku odletěla do Spojených států, kde měla vůbec poprvé jednat s prezidentem Richardem Nixonem. Cílem jednání bylo získat pro Izrael americké zbraně a ozřejmit opotřebovací válku. Během své cesty po Spojených státech se zastavila ve Filadelfii, kde ji přivítalo více než 30 tisíc amerických Židů. Před Bílým domem se jí pak dostalo nejvyšších vojenských poct. Při jednáních trvala na tom, že by „na Západním břehu neměl vzniknout žádný palestinský stát,“ avšak zároveň i na tom, že Izrael „musí hledat cestu k míru.“

### Mnichovská olympiáda a odveta

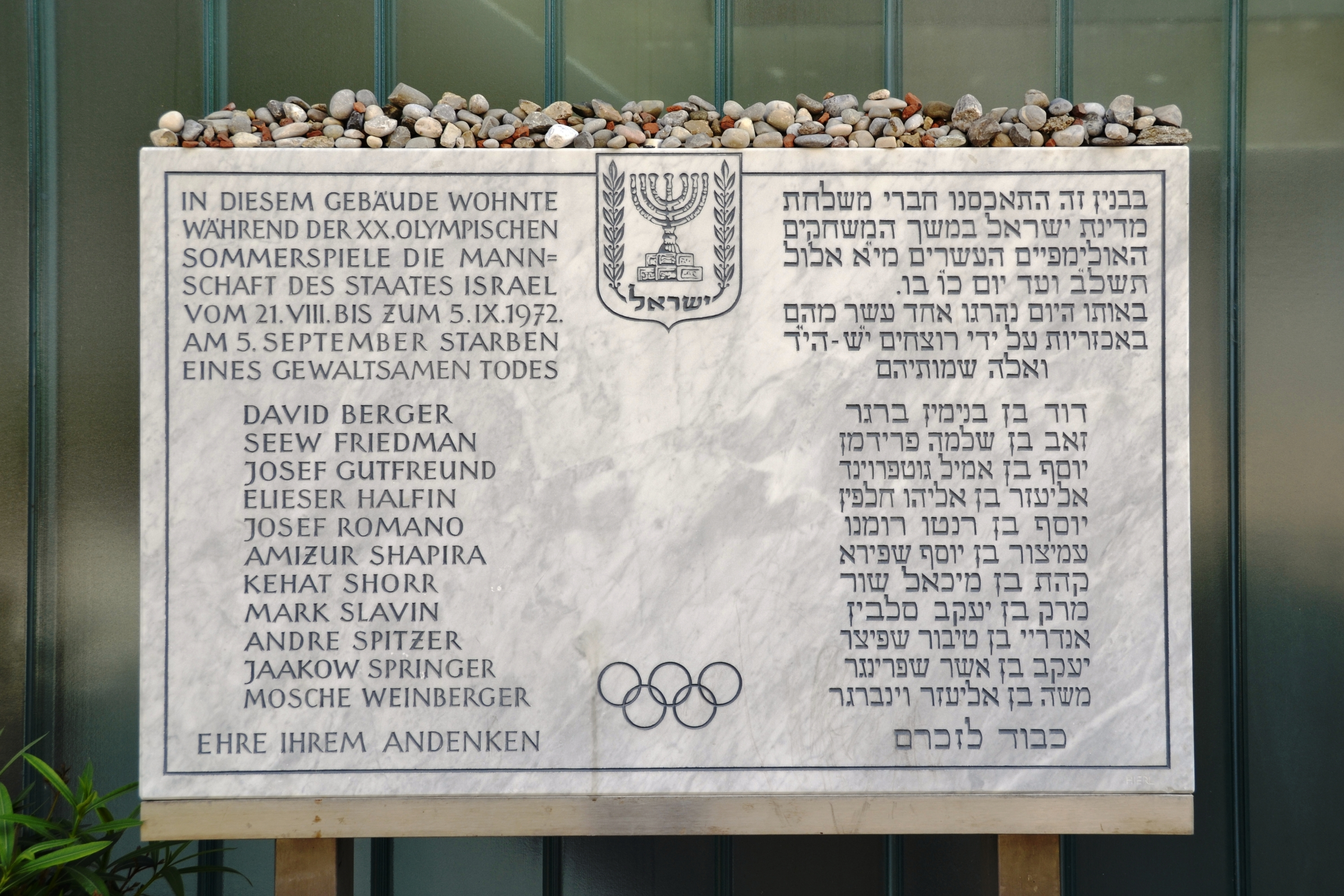
Pamětní deska se jmény obětí Mnichovského masakru

V srpnu a září 1972 se v německém Mnichově konaly letní olympijské hry, během nichž zadrželo, při událostech známých jako Mnichovský masakr, osm příslušníků palestinské teroristické organizace Černé září v olympijské vesnici jedenáct izraelských olympioniků, z nichž dva byli na místě zavražděni. Zbylé sportovce drželi teroristé jako rukojmí a za jejich vydání požadovali propuštění 234 palestinských Arabů zadržovaných v izraelských věznicích. V duchu zásady nevyjednávání s teroristy tento požadavek premiérka Meirová odmítla a prohlásila: „Kdybychom ustoupili, pak by si nikdy nikde na světě nemohl být žádný izraelský občan jist svým životem.“ Izrael zároveň mobilizoval svou protiteroristickou jednotku Sajeret Matkal, které však německá vláda neumožnila vstup na německé území. Němečtí vyjednavači únoscům nabídli odlet společně s rukojmími do některé z arabských zemí; plánem ovšem bylo provést na letišti záchrannou operaci. Teroristé společně s Izraelci odletěli na letiště dvěma vrtulníky, avšak nekvalitně připravená a provedená německá operace selhala a všech zbylých devět Izraelců bylo Palestinci zavražděno. Většinu teroristů zneškodnily německé jednotky a dva se jim podařilo zatknout. Ti však byli později vládou německého spolkového kancléře Willy Brandta propuštění výměnou za unesené letadlo německé letecké společnosti Lufthansa.
Ve stejný den, kdy proběhl mnichovský masakr vyzvala Golda Meirová svět, aby „ochraňoval naše [izraelské] občany a odsoudil nepopsatelně trestuhodné činy.“ Zároveň byla těžce zklamaná propuštěním zadržených teroristů, po němž prohlásila: „Myslím, že v žádné věznici na světě není jediný terorista. Všichni se jim podvolují. My jsme jediní, kteří neustupují.“ Událostí mnichovské olympiády se pro Izraelce staly „nesmírně traumatizující událostí“ a znamenaly „obrat v izraelské válce s palestinským terorismem.“ Premiérka Meirová se rozhodla pro tvrdou odplatu a nařídila Mosadu, aby vypátral a zavraždil vůdce Černého září a všechny osoby za masakr přímo zodpovědné. Podrobnosti o rozsáhlé kampani, obecně označované jako operace Boží hněv, nejsou plně známé, neboť Izrael vždy na těchto událostech svůj podíl popíral. Kromě Mosadu se na mnoha odvetných operací pravděpodobně podílely i ostatní izraelské zpravodajské služby (Aman a Šin bet) a zvláštní jednotky Sajeret Matkal. Zneškodňováni byli jak skuteční a domnělí aktéři a plánovači masakru, tak příslušníci a spolupracovníci Černého září, jakož i další palestinské odbojové skupiny a jednotlivci o nichž se izraelské zpravodajské služby domnívaly, že jsou nějakým způsobem s mnichovským masakrem a Černým zářím spojeni či se podíleli na palestinském terorismu. Cílem však nebylo tyto osoby pouze zabít (například zastřelit na ulici), ale jejich eliminací vyvolat v palestinských řadách strach.

### Jomkipurská válka

Území Izraele, včetně územních zisků z jomkipurské války
Izraelské území před šestidenní válkou
Izraelské území po šestidenní válce
Území držené Egyptem po jomkipurské válce
Území držené Izraelem po jomkipurské válce

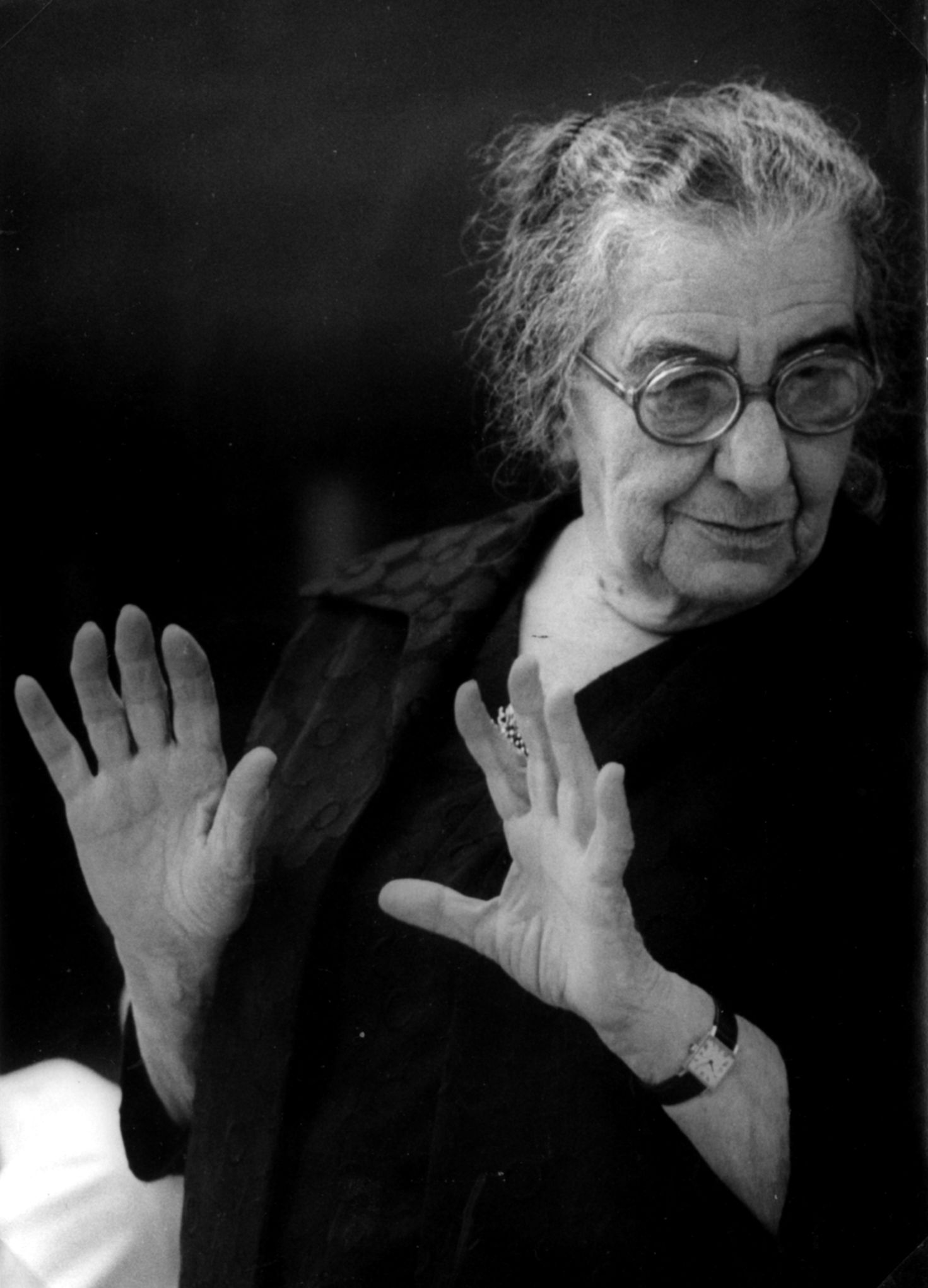
Golda Meirová v roce 1975

Tři dny před vypuknutím jomkipurské války, tj. 3. října 1973, podnikla Golda Meirová cestu do Evropy, kde měla přednést projev před Radou Evropy ve Štrasburku. Její cestu však také ovlivnilo rozhodnutí rakouské vlády uzavřít uprchlický a tranzitní tábor Schönau u Vídně, přes který se sovětští Židé dostávali do Izraele. Za rozhodnutím o uzavření stály dvě události; teroristický útok palestinských radikálů na vlak, který převážel sovětské Židy do Vídně a únos pěti Židů a rakouského celníka. V důsledku toho se rakouský kancléř Bruno Kreisky, sám Žid, rozhodl tábor uzavřít, načež byli všichni rukojmí propuštěni. Golda Meirová se při zpáteční cestě ze Štrasburku zastavila ve Vídni, kde se snažila apelovat ve prospěch tábora u samotného kancléře, ale úspěšnost svého snažení po návratu do Izraele shrnula ve větě „Kreisky mi nenabídl ani sklenici vody.“
Když se Golda Meirová téhož dne vrátila do Izraele, čekalo ji zasedání vlády, jemuž předcházela schůzka tzv. „kuchyňského kabinetu.“ Té se zúčastnili její poradci a mimo jiné též ministr obrany Moše Dajan, který zmínil „neobvyklá“ soustředění arabských sil u Suezského průplavu a na Golanských výšinách. Během porady se Golda Meirová dotázala, zda by mohly arabské armády ze svých pozic zaútočit, načež jí bylo odpovězeno, že ano. Během porady však nezazněla žádná informace o tom, „že by byla válka na spadnutí nebo jen v dohledu“ a zasedání skončilo závěrem, že koncentrace arabských sil neznamená riziko vypuknutí války. Izraelské zpravodajské služby sice měly veškeré informace o rozmístění arabských sil, avšak nedokázaly tyto informace vhodně interpretovat. Následující den bylo v souvislosti s evakuací sovětských poradců ze Sýrie uvedeno izraelské letectvo do stavu bojové pohotovosti a Dajan rozhodl i o posílení tankových jednotek. O dva dny později se konala další schůzka v kanceláři ministerské předsedkyně. Náčelník vojenské rozvědky Eli Zeira na ní informoval, že podle něj mohou Egypt a Sýrie zaútočit bez varování, s čímž naopak nesouhlasil náčelník Generálního štábu David Elazar. Celá schůzka skončila tím, že na návrh Dajana získala Golda Meirová možnost sama vyhlásit mobilizaci záloh. Ještě téhož dne Golda Meirová v socialistickém deníku Davar prohlásila, že zemi nebezpečí nehrozí.
O den později, 6. října, ve 4.00 získal Zeira informace od šéfa Mosadu Cvi Zamira, že válka vypukne ještě téhož dne „kolem západu slunce.“ Tuto informaci předal Elazarovi, který se neúspěšně snažil získat od Dajana souhlas k preventivnímu úderu na Sýrii a k úplné mobilizaci. Dajanovo stanovisko do značné míry reflektovalo varování Spojených států, aby Izrael nezaútočil jako první. S touto odpovědí se však Elazar nesmířil a šel společně s Dajanem za Goldou Meirovou, kam dorazili v 8.00. Ta Elazarův návrh na preventivní úder zamítla a nakonec rozhodla o kompromisu 100 tisíc mobilizovaných vojáků. Důvodem pro odmítnutí preventivního úderu byl slib Američanům, že Izrael tento úder nepodnikne. Výsledkem jednání bylo, že Izrael „bude muset přijmout první ránu a spolehnout se na hloubkovou obranu.“ Ještě téhož dne ve 14.00 zaútočila syrská a egyptská armáda v mohutném úderu na Izrael.
| „                                                      | Mám v srdci jen jedinou modlitbu, aby tohle byla poslední válka. | “ |
| — Golda Meirová v televizním projevu k lidu, 10. října |                                                                  |   |

V 18.00 promluvila Golda Meirová k národu prostřednictvím televize a rozhlasu. Její projev se však spíše snažil povzbudit vojáky a občany a zmást nepřítele, než aby reflektoval aktuální situaci. Egypťané byli při útoku přes Suezský průplav úspěšní v prvních čtyřech dnech války, poté jejich postup uvízl na mrtvém bodě. Po neúspěšném egyptském pokusu obnovit útok přešli Izraelci do protiútoku a udeřili na místo, kde se setkávaly dvě egyptské armády. Po týdnu těžkých bojů Izraelci překročili 16. října Suezský průplav (linie příměří po šestidenní válce) a nakonec odřízli zbytky egyptské třetí armády na východním břehu průplavu. Syrský útok na Golanských výšinách dosáhl mírných zisků během prvních 24 až 48 hodin, po nichž se hybnost začala obracet ve prospěch Izraele. Do druhého týdne války byli Syřané vytlačeni z Golan a Izraelci zahájili svůj vlastní protiútok.
Nad ránem 22. října schválila Rada bezpečnosti OSN rezoluci č. 338, která požadovala zastavení palby „na základě stavu linie fronty“ do 18.52 téhož dne a „zahájení vyjednávání“ o „spravedlivém a trvalém míru.“ Izrael se tuto rezoluci veřejně zavázal respektovat 22. října v 18.52, boje nicméně zastavil pouze na syrské frontě a na egyptské nadále bojoval, kvůli čemuž Rada bezpečnosti schválila 23. října další rezoluci (č. 339). V důsledku pokračujících bojů požádal egyptský prezident Anwar Sadat Sovětský svaz a Spojené státy o zásah. Pokračování konfliktu hrozilo celosvětovou eskalací; Sovětský svaz pohrozil intervencí a zahájil částečnou mobilizaci výsadkových, leteckých a námořních sil a jejich přesun do oblasti, načež USA vzápětí udělaly totéž a upozornily SSSR, že jsou připraveny Izraeli pomoci, ale zároveň tlačily na Izrael, aby příměří začal respektovat. Možnost eskalace byla zažehnána, když Rada bezpečnosti v další rezoluci ustavila pořádkové síly. Poslední boje probíhaly na egyptské frontě a 27. října Kneset schválil zastavení palby, načež přijala Rada bezpečnosti další rezoluci o zastavení palby.
Mimořádný vliv na celkový výsledek války měly americké dodávky vojenské techniky o celkové hodnotě 825 milionů dolarů, které byly do Izraele dopravovány nepřetržitým leteckým mostem již od 8. října. Celkem bylo do Izraele mezi 14. říjnem až 14. listopadem přepraveno 22 tisíc tun výzbroje, včetně tanků, bomb, granátů, helikoptér atd.

### Rezignace
Golda Meirová již před jomkipurskou válkou oznámila, že po podzimních volbách hodlá odejít z politiky, ale její rozhodnutí nakonec zhatila válka. Po válce jmenovala Agranatovu komisi, která byla „vytvořená za účelem vyšetření nedostatečné připravenosti v předvečer jomkipurské války.“ Vláda Goldy Meirové byla po válce sužována vnitřními spory a k tomu všemu se ještě blížily prosincové volby. V těch její strana ještě zvítězila a oproti posledním volbám ztratila pouze 5 mandátů. I přes rozpory, které se ve straně množily, se jí podařilo 10. března 1974 sestavit vládu, která však vešla do izraelských dějin jako vláda s nejkratším působením. Dne 1. dubna totiž byla zveřejněna předběžná zpráva Agranatovy komise. Ta Goldu Meirovou očistila z „přímé zodpovědnosti“ a dokonce se o ní pochvalně vyjádřila. V souvislosti s jejím rozhodnutím před vypuknutím války zpráva uváděla:
| „                          | Rozhodla moudře, se zdravým rozumem rychle, ve prospěch plné mobilizace záloh, jak doporučoval náčelník Generálního štábu, navzdory těžkým politickým okolnostem, čímž vykonala nejdůležitější službu pro obranu státu. | “ |
| — zpráva Agranatovy komise | |   |

Na Goldu Meirovou se však snesla silná kritika veřejnosti, pod jejíž tíhou, a jak sama říkala, na základě „vůle lidu,“ nakonec 11. dubna 1974 rezignovala na svou funkci. Ke své rezignaci sama dodala: „Pět let stačí (…) bylo by nad mé síly nadále nést toto břímě.“ Po rezignaci se jí ještě jako ministerské předsedkyni v čele vlády v demisi povedlo úspěšně dojednat dohody o stažení sil s Egyptem a Sýrií. Ve funkci ministerského předsedy ji 3. června 1974 nahradil Jicchak Rabin. O čtyři dny později rezignovala na svůj poslanecký mandát a natrvalo odešla z politiky. V roce 1975 jí byla udělena Izraelská cena za její mimořádný přínos společnosti a Izraeli. Ta je udílena od roku 1953 a patří mezi nejvyšší izraelská státní vyznamenání.

## Smrt a památka

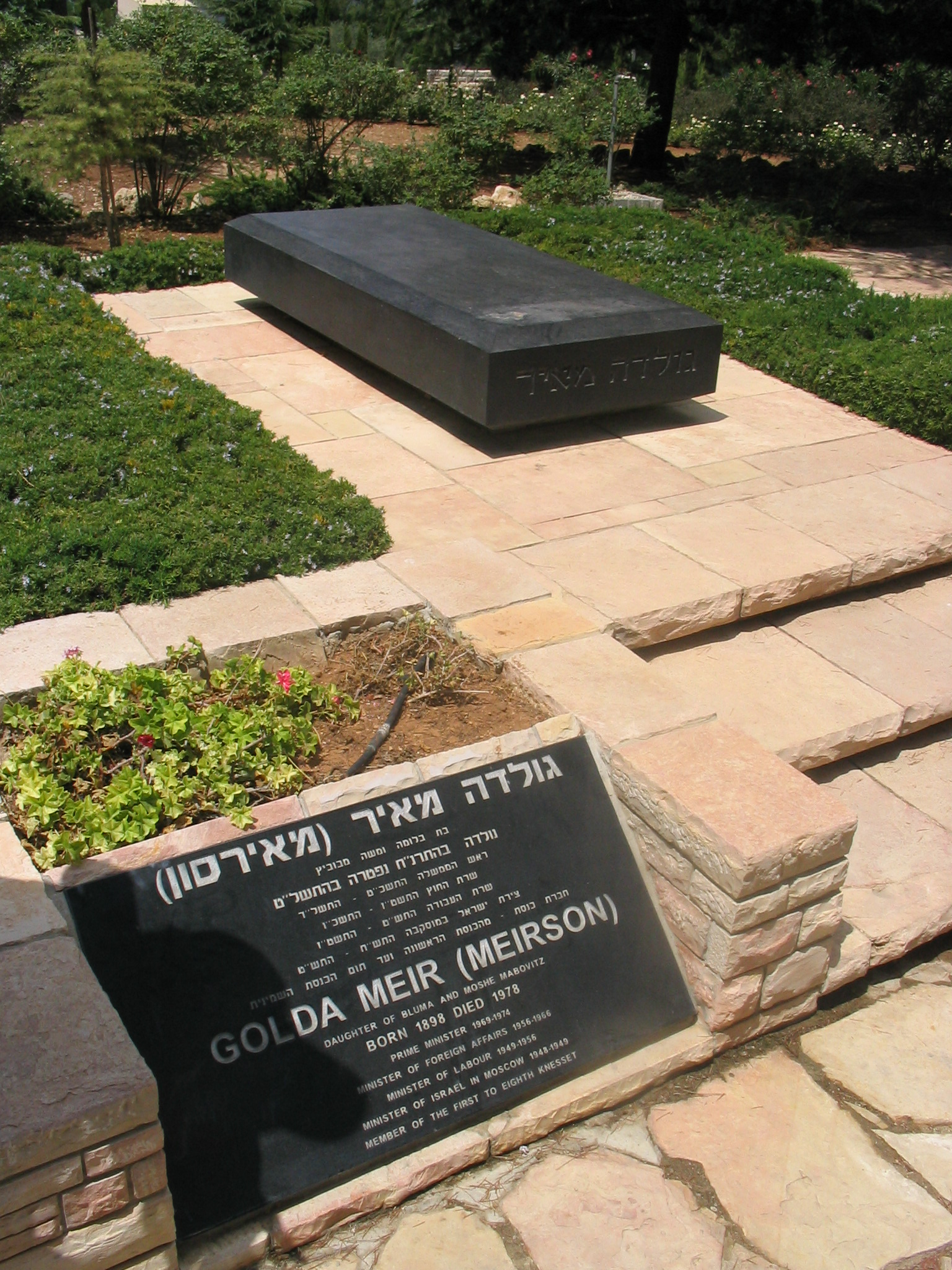
Hrob Goldy Meirové na Herzlově hoře v Jeruzalémě

Golda Meirová byla 7. prosince 1978 hospitalizována v jeruzalémské nemocnici Hadasa, kde upadla do kómatu. Zemřela 8. prosince 1978 v 16.30 na následky rakoviny (leukemie) ve věku 80 let. Dne 12. prosince 1978 byla pohřbena na národním hřbitově na Herzlově hoře v Jeruzalémě.
Jméno Goldy Meirové nese na její počest řada míst a institucí v Izraeli a ve Spojených státech. V Izraeli se jedná například o bulvár Goldy Meirové v Jeruzalémě či Centrum Goldy Meirové pro herecké umění v Tel Avivu. Ve Spojených státech je to škola Goldy Meirové či knihovna Goldy Meirové v Milwaukee, náměstí Goldy Meirové v New Yorku, Centrum Goldy Meirové pro politické vedení při Metropolitan State College of Denver nebo dům Goldy Meirové v Denveru.

## Ztvárnění ve filmu a divadle
Příběh Goldy Meirové byl tématem mnoha ztvárnění jak na divadelní scéně, tak na filmovém plátně. V roce 1977 hrála Anne Bancroftová Goldu Meirovou v broadwayské hře Williama Gibsona Golda. Australská herečka Judy Davisová ztvárnila mladou Goldu v televizním filmu A Woman Called Golda (1982); v témže filmu pak starší Goldu ztvárnila Ingrid Bergmanová. V roce 2003 ztvárnila americká židovská herečka Tova Feldshuhová Goldu Meirovou v broadwayské hře Golda's Balcony, druhé hře od Williama Gibsona. Ve filmové podobě této hry se pak v roli Goldy představila herečka Valerie Harperová. Hra popisuje život Goldy Meirové. Herečka Colleen Dewhurstová ji ztvárnila v televizním filmu z roku 1986 Meč Gideonův. V roce 2005 ztvárnila herečka Lynn Cohenová Goldu Meirovou ve Spielbergově filmu Mnichov. Herečka Tova Feldshuhová ji opětovně ztvárnila ve francouzském filmu z roku 2006 Ó Jeruzaléme. Ve filmu The Hope z roku 2009 režisérky Márty Mészárosové ji ztvárnila polská herečka Beata Fudalejová.
V roce 2023 vyšel film režiséra Guye Nattiva Golda – Železná lady Izraele, kde Meirovou ztvárnila herečka Helen Mirrenová.